# Włodzimierz Lewandowski (fizyk)
Włodzimierz Lewandowski – polski fizyk i metrolog, naczelny fizyk w Międzynarodowym Biurze Miar i Wag (BIPM), w latach 2016–2018 prezes Głównego Urzędu Miar.

## Życiorys
W 1975 ukończył studia na Wydziale Geodezji i Kartografii Politechniki Warszawskiej. Specjalizował się z mechaniki na Wydziale Fizyki Uniwersytetu Warszawskiego. Następnie kształcił się w Instytucie Geofizyki Polskiej Akademii Nauk w ramach studiów doktoranckich z zakresu geodezji satelitarnej. Doktoryzował się w 1980 Państwowym Instytucie Geograficznym w Paryżu, będąc od 1976 stypendystą tej instytucji. W pracy naukowej zajął się w szczególności zagadnieniami dotyczącymi technik satelitarnych i metrologii czasu.
Pracował w amerykańskim National Institute of Standards and Technology i w Międzynarodowym Biurze Czasu. W latach 1985–2014 zajmował stanowisko naczelnego fizyka w BIPM w podparyskim Sèvres. Reprezentował tę instytucję jako wiceprzewodniczący jej delegacji do Międzynarodowego Związku Telekomunikacyjnego.
W 2001 został członkiem Rady Naukowej Centrum Badań Kosmicznych PAN. Został także powołany w skład Komitetu Badań Kosmicznych i Satelitarnych PAN. Działał na rzecz przystąpienia Polski do Europejskiej Agencji Kosmicznej (ESA) oraz powołania Polskiej Agencji Kosmicznej (POLSA). Pracował jako ekspert i doradca m.in. Komisji Europejskiej oraz instytutów metrologii z Indii i Egiptu. Wszedł również w skład rady programowej ESA.
17 maja 2016 premier Beata Szydło powołała go na prezesa Głównego Urzędu Miar. Odwołany ze stanowiska 25 września 2018.

## Odznaczenia i nagrody
W 2014 wyróżniony nagrodą Distinguished PTTI Service Award przyznawaną przez Instytut Nawigacji w Manassas.
W 2015 roku został odznaczony Złotym Krzyżem Zasługi za zasługi w działalności na rzecz popularyzowania wiedzy z dziedziny astronomii i fizyki. 
W 2019 roku został odznaczony Krzyżem Oficerskim Orderu Odrodzenia Polski.
W 2025 roku został odznaczony Odznaką honorową za Zasługi dla Komunikacji Elektronicznej.